# Mont Steere
El mont Steere és un volcà escut de 3.558 msnm, segona elevació de les muntanyes Crary, a la terra de Marie Byrd de l'Antàrtida. Es troba 6,4 km al nord-nord-oest del mont Frakes. Fou cartografiat pel Servei Geològic dels Estats Units a partir de reconeixements i fotografies aèries fetes per la Marina dels Estats Units entre 1959 i 1966. Fou nomenat per l'Advisory Committee on Antarctic Names en record del biòleg William C. Steere, que treballà a l'Estació McMurdo durant la temporada 1964 a 1965. Es desconeix quan va tenir lloc la darrera erupció volcànica.